# Negatywizm
Negatywizm (kontraformizm) (u dzieci i młodzieży) – tendencja do zachowania niezgodnego z oczekiwaniami otoczenia, pojawiająca się już w wieku przedszkolnym, kiedy dziecko „sprawdza swoje siły” i często używa słowa „nie”, ale szczególnie wyraźnie w okresie dojrzewania, kiedy jest wyrazem niezadowolenia z kontroli ze strony rodziców i nauczycieli. Negatywizm dzieli się na czynny i bierny.
Negatywizm czynny, zauważalny jako jawne sprzeciwianie się zasadom stanowionym przez otoczenie, aktywne uczestnictwo w subkulturach (najczęściej młodzieżowych), jest łatwiejszy do zidentyfikowania i daje wcześniejszą możliwość reakcji, szczególnie rodziny, na zmiany zachowań jej członka. Bierny, charakteryzuje się zamykaniem w sobie, skrywaniem źródeł problemów i pogłębianiem alienacji. Może prowadzić do wyobcowania i odrzucenia przez środowisko.